# Eduardo Martí
Eduardo Martí (n. Argentina, 9 de agosto de 1948), conocido por sus apodos Dylan o Turco, es un fotógrafo argentino. Relacionado con el mundo del rock argentino, formó parte de bandas como Trieste y Pacífico en los años 70 tocando guitarra acústica y percusión y ha realizado fotos y portadas de álbumes para destacados músicos de rock como Luis Alberto Spinetta, Indio Solari, etc. Se ha desempeñado en la revista Rolling Stone. 
Ha sido autor de todos los videos de Luis Alberto Spinetta, y compuso junto a este tres temas: "Almendra" que grabaron juntos en dúo de guitarra y "Quedándote o yéndote", ambos incluidos en el álbum Kamikaze de Spinetta, y "Garopaba", instrumental que cierra Estrelicia MTV Unplugged. Es el creador de la frase "El jardín de los presentes" que sirvió de título al último álbum de la banda Invisible. Premio Gardel por el video "Mi elemento" de Luis Alberto Spinetta (2008). Fue curador de la muestra "Los libros de la memoria" realizada en 2012 sobre Spinetta. Es padre de los músicos Lucas Martí y Emmanuel Horvilleur.

## Videografía
- "Maribel se durmió", de Spinetta Jade (1983)
- "Es la medianoche", de Luis Alberto Spinetta (1988)
- "Seguir viviendo sin tu amor", de Luis Alberto Spinetta (1989)
- "La montaña" de Luis Alberto Spinetta (1991)
- "She is Mine" de Fito Páez (1994)
- "Circo Beat" de Fito Páez (1994)
- "Cheques" de Spinetta y Los Socios del Desierto (1997)
- "Correr frente a ti" de Luis Alberto Spinetta (1999)
- "El enemigo" de Luis Alberto Spinetta (2001)
- "Tonta luz" de Luis Alberto Spinetta (2001)
- "Agua de la miseria" de Luis Alberto Spinetta (2003)
- "Buenos Aires, alma de piedra" de Luis Alberto Spinetta (2004)
- "Preconición" de Luis Alberto Spinetta (2006)
- "Mi elemento" de Luis Alberto Spinetta (2008)
- "Preso ventanilla" de Luis Alberto Spinetta (2008)
- "Hiedra al sol" de Luis Alberto Spinetta (2008)
- "Farol de amor" de Luis Alberto Spinetta (2008)

## Discografía
- 1972: La bella época de Pacífico
- 1982: Simple "Almendra", Kamikaze de Luis Alberto Spinetta